# Wydział Wojenny Komitetu Narodowego

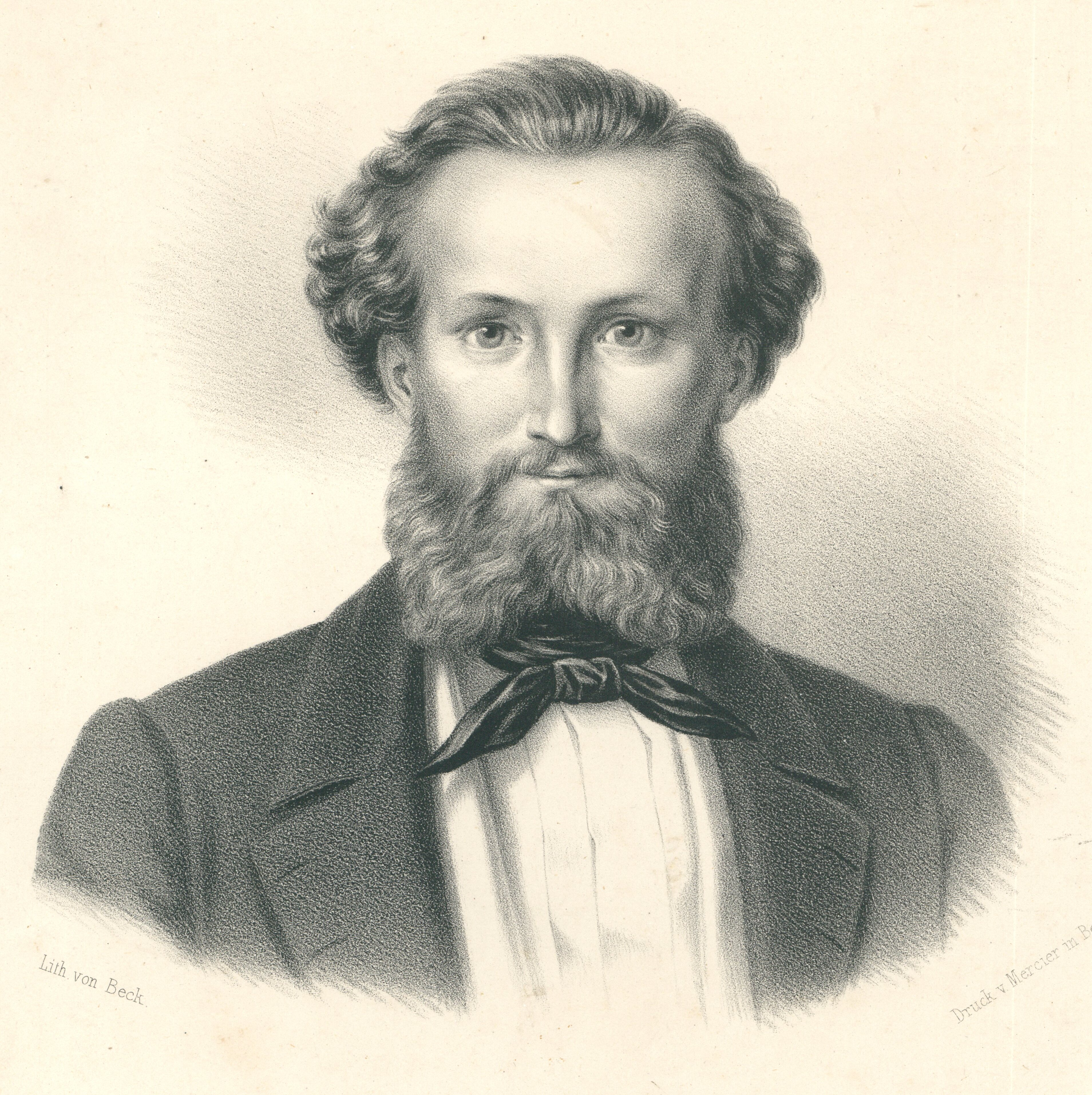
Ludwik Mierosławski

Wydział Wojenny Komitetu Narodowego – jeden z wydziałów Komitetu Narodowego, utworzonego podczas Wiosny Ludów 20 marca 1848 w Poznaniu.
Wydział Wojenny zorganizowano 27 marca 1848 roku. Odpowiadał on za tworzenie powstańczych sił zbrojnych. Wydano rozkazy dotyczące gromadzenia ochotników, magazynowania żywności i furażu dla koni; ogłoszono też zbiórkę pieniędzy do "kasy narodowej". W powiatach mianowano po jednym organizatorze siły zbrojnej oraz dwóch organizatorów piechoty i jazdy. Na czele wydziału stanął, przybyły z Berlina 28 marca, Ludwik Mierosławski, który dysponował ok. 7 tys. uzbrojonych ludzi, jednak odwlekał moment wkroczenia do Królestwa Kongresowego.
Na mocy porozumienia w Jarosławcu  11 kwietnia 1848 między władzami pruskimi a Komitetem Narodowym pozostawiono cztery polskie obozy wojskowe w sile ok. 3 tys. żołnierzy. Reszta, przede wszystkim chłopi, miała wrócić do domu.